# Seongjong av Joseon
Seongjong av Korea, född 1457, död 1495, var en koreansk monark. Han var kung av Korea mellan 1469 och 1494.